# Штайнвенден
Штайнвенден (нім. Steinwenden) — громада в Німеччині, розташована в землі Рейнланд-Пфальц. Входить до складу району Кайзерслаутерн. Складова частина об'єднання громад Рамштайн-Мізенбах.
Площа — 11,82 км2. Населення становить 2445 ос. (станом на 31 грудня 2020).